# Valeriu Alexandru Ungureanu
Valeriu Alexandru Ungureanu (n. 19 septembrie 1948, com. Măgura, județul Buzău) este un politician român, fost membru al Parlamentului României ales în legislatura 2004-2008 pe listele PSD. În cadrul activității sale parlamentare, Valeriu Alexandru Ungereanu a fost membru în grupurile parlamentare de prietenie cu Republica Costa Rica și Republica Portugheză.